# Mortalitate infantilă

Distribuția geografică a ratei mortalității infantile la nivel mondial în anul 2012

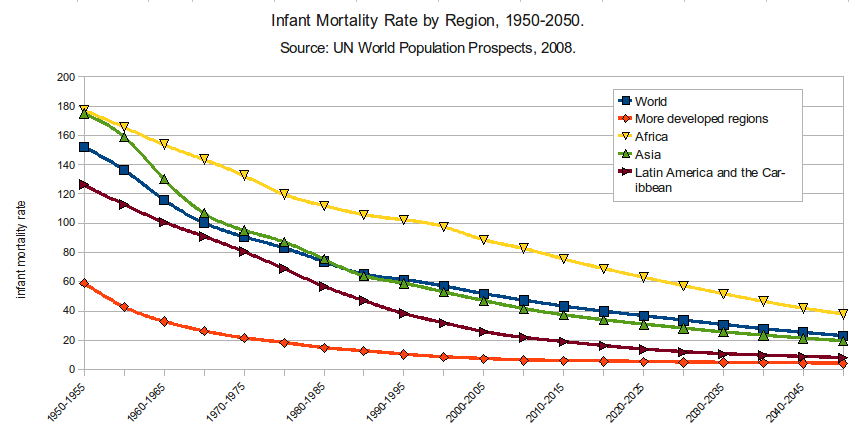
Distribuția temporală (istorică și estimată) pentru perioada 1950-2050 a mortalității infantile pe regiuni

Mortalitatea infantilă este un indicator de bază al stării economico-sociale și de mediu al unei comunități umane, care ia în calcul decesele 0-1 an (de la naștere la 364 de zile). Raportarea sa la 1000 născuți vii din aceeași perioadă (de regulă 1 an calendaristic) și teritoriu (în care prin teritoriu se înțelege locul de rezidență și locul decesului) exprimă Rata mortalității infantile, care reprezintă imaginea intensității mortalității infantile. Acest indicator nu trebuie confundat cu Rata mortalității specifice pe aceeași grupă de vârstă (numărul de decese la 1.000 locuitori care împlinesc vârsta 1 an, în cursul anului calendaristic în care se efectuează observarea fenomenului).
Colocvial termenul de mortalitate infantilă (fenomen reprezentat de decesele persoanelor în vârstă de mai puțin de 1 an, înregistrate într-o anumită perioadă de timp), mai este întâlnit cu sensul de rată a mortalității infantile.

## Semnificație

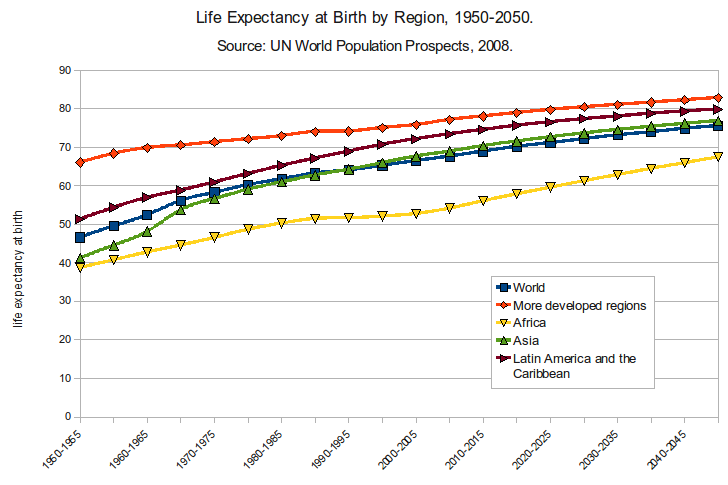
Grafic temporal al distribuției speranței de viață la naștere pe regiuni

Indicatorul este o componentă semnificativă a mortalității generale și cel mai bun indicator al dezvoltării sociale și economice. Într-o mare măsură, șansele de a supraviețui a nou-născutului în primul an de viață determină speranța de viață la naștere a unei populații.. Împreună, mortalitatea infantilă și speranța de viață la naștere (durata medie a vieții) sunt cei mai sensibili și mai frecvenți utilizați indicatori care caracterizează nivelul de dezvoltare socio-economică și starea de sănătate a populației.
Caracterizarea analitică a ansamblului aspectelor care fac obiectul analizei fenomenului necesită, într-o primă etapă, determinarea intensității mortalității infantile, ulterior, analiza sa pe grupe de vârstă și pe cauze de deces prezentând o importanță particulară.
În practică se urmărește, mai ales, cunoașterea intensității mortalității în prima săptămână și, respectiv, prima lună de viață, precum și în intervalul 1 – 11 luni. Se stabilesc, astfel, pe grupe de vârstă:
- Rata mortalității neonatale precoce (0-6 zile)
- Rata mortalității neonatale (0-29 zile)
- Rata mortalității postneonatale (1 lună-364 zile)

Cauzele de deces sunt grupate în două mari categorii, cauze endogene (afecțiuni a căror apariție se situează, în timp, înainte de naștere – în mediul intrauterin, sau sunt o consecință a procesului nașterii propriu-zise) și exogene (diverse afecțiuni dobândite: infecțioase și parazitare, boli ale aparatului respirator, afecțiuni ale aparatului digestiv, accidente, otrăviri, traumatisme etc...). Dacă asupra primelor se poate interveni prea puțin, în cel de-al doilea caz medicina oferă suficiente posibilități de combatere a cauzelor. Astfel în funcție de tipul de cauză se iau în considerare:
- Rata mortalității infantile [de cauze] endogene
- Rata mortalității infantile [de cauze] exogene

Analiza mortalității infantile se poate face și pe sexe – caz în care se descrie o supramortalitate infantilă masculină, precum și pe medii de rezidență (urban, rural). sau geografice.

## Factori de influență
Indicator esențial al sănătății copilului și a mamei, are un nivel și o evoluție cu determinism social, economic și cultural complex, șansele de supraviețuire ale copilului în primul an de viață, fiind influențate, de asemenea, și de calitatea serviciilor de îngrijire ale gravidei și copilului, precum și de accesul la aceste servicii sau de factori istorici.
Nivelul mortalității infantile este fundamental controlat de către factori sociali, politici și economici, calitatea serviciilor medicale având un impact secundar (unele opinii mergând până la a aprecia impactul ameliorării calității actului medical de până la maxim 10 % în ceea ce privește scăderea acestui tip de mortalitate). Astfel, declinul semnificativ al mortalității infantile consemnat începând cu secolul XX, a fost determinat atât de către progresele înregistrate în ocrotirea sănătății, cât și în celelalte domenii ale vieții umane, cum ar fi: alimentația, igienizarea mediului de viață, producția de masă a medicamentelor, a vaccinurilor, educarea populației. În anul 2011 cele mai comune cauze de deces pentru grupa 0-1 an erau  diareea și pneumonia.
Factori de risc
1. Endogeni[13]:
  1. care țin de mamă: vârsta (sub 20 ani și peste 35 de ani), rangul nașterii (risc crescut la prima naștere, scade la a doua naștere și crește la următoarele), caracteristicile fizice ale mamei (talia < 150 cm și greutatea < 45 kg), antecedente personale patologice (boli cardiovasculare și diabet sau hemopatii ori boli infecțioase – tuberculoză, sifilis, infecții virale din primul semestru de sarcină), medicamente luate în cursul sarcinii, toxicodependența – fumatul, consumul de alcool, drogurile, alimentația necorespunzătoare, traumatismele psihice și fizice suferite de gravidă, afecțiunile obstetricale de pe parcursul sarcinii și al nașterii – toxemia gravidică, placenta praevia, accidentele din timpul nașterii).
  2. care țin de copil: prematuritatea și greutatea mică la naștere, sexul masculin, rangul nou-născutului, vârsta mică, handicapuri biologice (malnutriție, rahitism, anemie, malformații⁠(en)[traduceți], infecții recurente).
2. Exogeni[13]:
  1. de mediu natural: clima, sezonul, caracteristicile geografice ce pot suprasolicita organismul copilului – încă inadaptat;
  2. asistența medicală a gravidei și ulterioară a copilului;
  3. planificarea familială – astfel încât copiii  să fie doriți și să nu aibă risc de abandon;
  4. socio-economici: nivelul scăzut de educație al mamei, starea civilă (mama necăsătorită), venitul familiei, domiciliul instabil sau condițiile de locuit inadecvate, alimentația incorectă (ritm, calitate, cantitate).

## Aspecte geografice

### România
Ce mai mare parte a deceselor până la vârsta de 1 an, în România (2013) se produc după prima lună de viață, principalele cauze de mortalitate fiind bolile respiratorii, urmate de anomaliile congenitale și de cauzele perinatale.

### Europa de vest
Peste 2/3 din morți apar în prima lună de viață, ca efect principal al anomaliilor congenitale.